# Balletto di Stoccarda
Il Balletto di Stoccarda è una compagnia di danza tedesca tra le più importanti sulla scena mondiale. La sua origine risale al 1609, quando il Duca di Württemberg istituì il proprio balletto di corte. La compagnia moderna deve il suo successo all'avvento di John Cranko nell'incarico di direttore (1961), ed è celebre per i suoi balletti a carattere narrativo.

## Storia
Il Balletto di Stoccarda, fondato nel 1609 dai sovrani del Württemberg, ha una tradizione di direttori e coreografi importanti come Jean-Georges Noverre (1759–1766), Filippo Taglioni (1824–1828), August Brühl (1891) e Oskar Schlemmer (1916–1922).
Nel 1957 Nicholas Beriozoff, danzatore proveniente dal Ballet Russe de Monte Carlo, viene nominato direttore del Balletto del Württembergischen Staatstheater (questo il nome prima degli anni '70), e ingrandisce la compagnia in modo da rendere possibile la produzione di opere dal repertorio classico, come La bella addormentata, il Lago dei cigni e Lo schiaccianoci. Nel gennaio 1961 l'incarico di direttore va al coreografo sudafricano John Cranko; a partire da quel momento, la compagnia fiorisce e viene portata ai livelli delle maggiori compagnie mondiali.
Inizialmente, Cranko realizza alcune piccole coreografie e riunisce attorno a sé un piccolo gruppo di danzatori di talento, prima fra tutti la giovane brasiliana Marcia Haydée, che diventa la sua musa, e per la quale egli creerà le sue opere più importanti. Oltre a Haydée fanno parte del gruppo Egon Madsen, Richard Cragun, Birgit Keil, Susanne Hanke e Ray Barra.
Con il primo grande balletto, Romeo e Giulietta, presentato nel dicembre 1962, la compagnia di Cranko conquista il pubblico della città. Seguono altre coreografie come Jeu de cartes, Opus 1 e Initiali R.B.M.E., e balletti narrativi come La bisbetica domata, Onegin e Carmen. Cranko porta alla compagnia la collaborazione di coreografi del calibro di George Balanchine, Kenneth MacMillan e Peter Wright. John Neumeier crea per essa la coreografia della La signora delle camelie e di Un tram che si chiama desiderio.
La prima tournée negli Stati Uniti è del 1969 ed è un enorme successo. Il critico del New York Times Clive Barnes parla di "miracolo del Balletto di Stoccarda" e la compagnia, fino ad allora semisconosciuta, diventa nota in tutto il mondo come "Stuttgart Ballet".
Seguono tournée in Israele, Francia e Unione Sovietica e su tutti i maggiori palcoscenici di balletto, e la notorietà della compagnia si consolida.
Cranko incoraggia i suoi danzatori a realizzare coreografie proprie, e infatti diversi artisti emersi dal Balletto di Stoccarda sono diventati celebri coreografi, come John Neumeier, William Forsythe, Foofwa d'Imobilité, Uwe Scholz, Jiří Kylián e Renato Zanella.
In seguito all'improvvisa scomparsa di Cranko nel 1973, è nominato direttore Glen Tetley (1974–1976), da Cranko stesso scelto come coreografo stabile della compagnia poco prima della sua morte. Al breve periodo sotto la guida di Tetley la compagnia deve le coreografie di Voluntaries (1973), Le Sacre du printemps (1974) e Dafnis et Chloé (1975).
Dal 1976 è direttrice Marcia Haydée (1976–1996), che innalza il livello tecnico e amplia considerevolmente il repertorio, avvalendosi della collaborazione di Maurice Béjart,  Hans van Manen, John Neumeier, Jiří Kylián, William Forsythe e Uwe Scholz.
Reid Anderson, ingaggiato da Cranko nel 1969 e danzatore fino al 1987, è direttore artistico dal 1996.
Nel 1981 la compagnia ha ricevuto il Laurence Olivier Award for Outstanding Achievement in Dance.

## John Cranko Schule
La compagnia ha fondato nel 1971 la propria scuola di balletto, denominata John Cranko Schule nel 1974. L'attuale direttore è Tadeusz Matacz.